# Victor Union Oger
Pour les articles homonymes, voir Oger.
Victor Union Oger, né à Avranches (Manche) le 14 novembre 1794 et mort à Paris le 22 mai 1860, est un homme politique français. Il est notamment député des Ardennes de 1834 à 1848, sous la monarchie de Juillet.

## Biographie
Son père, directeur de l'hospice militaire d'Avranches est originaire de l'Aisne (département), à la limite des Ardennes. Sa mère est originaire de la Marne.
Avoué à Paris, il se présente aux élections législatives de 1834 dans la circonscription de Mézières, dans les Ardennes, comme indépendant, et est élu, le 21 juin 1834, par 148 voix contre 142 pour le député sortant, Augustin Barrachin. Il devient également conseiller général des Ardennes.
Il est réélu député le 4 novembre 1837, le 2 mars 1839, le 9 juillet 1842, et le 1er août 1846, avec des scores plus confortables qu'à sa première élection.
Il se manifeste à l'Assemblée par des votes très indépendants. Il combat notamment les lois de septembre 1835 réprimant l'opposition républicaine. Mais il soutient par contre en 1837 la loi de disjonction, voulue par Mathieu Molé et le général Simon Bernard, prévoyant que lorsqu'un crime est commis conjointement par des civils et des militaires, les premiers seraient jugés normalement par la cour d'assises, mais que les seconds par un conseil de guerre. Il se prononce également en 1846 pour l'indemnité du pasteur Pritchard, proposée par François Guizot pour apaiser les tensions entre le Royaume-Uni et la France. À la suite de ce dernier vote, les électeurs de la 7e légion de la garde nationale de Paris, dont il est colonel, le rayent de la liste des candidats parmi lesquels le roi devait choisir les colonels et les lieutenants-colonels. Le lendemain, le roi le nomme commandeur de la Légion d'honneur (il avait été fait chevalier en 1835 et officier en 1843).
La révolution de 1848 le fait sortir de la vie politique. Il décède à Paris le 23 mai 1860.